# Noémie Carage
Noémie Carage, née le 9 septembre 1996 à Gleizé dans le Rhône, est une footballeuse française. Évoluant au poste d'arrière gauche, elle joue à Dijon FCO.

## Statistiques et palmarès

### Statistiques
Le tableau suivant présente, pour chaque saison, le nombre de matchs joués et de buts marqués dans le championnat national, en Coupe de France (Challenge de France) et éventuellement en compétitions internationales. Le cas échéant, les sélections nationales sont indiquées dans la dernière colonne.
| Saison                                         | Club                                           | Championnat                                    | Championnat | Championnat | Coupe(s) nationale(s) | Coupe(s) nationale(s) | Sélection | Sélection | Sélection | Total | Total |
| Saison                                         | Club                                           | Division                                       | M.          | B.          | M.                    | B.                    | Équipe    | M.        | B.        | M.    | B.    |
| 2011-2012                                      | Olympique lyonnais U19                         | CNF19                                          | 13          | 3           | -                     | -                     | U17       | 7         | 0         | 20    | 3     |
| 2012-2013                                      | Olympique lyonnais U19                         | CNF19                                          | 18          | 4           | -                     | -                     | U17       | 11        | 0         | 29    | 4     |
| 2013-2014                                      | Olympique lyonnais U19                         | CNF19                                          | 14          | 3           | -                     | -                     | U19       | 7         | 0         | 21    | 3     |
| 2014-2015                                      | Olympique lyonnais                             | D1                                             | 1           | 0           | 1                     | 0                     | U19       | 7         | 0         | 9     | 0     |
| 2015-2016                                      | EA Guingamp                                    | D1                                             | 8           | 0           | 1                     | 0                     | U19       | 3         | 1         | 12    | 1     |
| 2016-2017                                      | AS Saint-Étienne                               | D1                                             | 18          | 0           | 1                     | 0                     | -         | -         | -         | 19    | 0     |
| 2017-2018                                      | AS Saint-Étienne                               | D2                                             | 21          | 0           | 3                     | 1                     | U23       | 2         | 0         | 26    | 1     |
| 2018-2019                                      | Dijon FCO                                      | D1                                             | 21          | 0           | 3                     | 0                     | -         | -         | -         | 24    | 0     |
| 2019-2020                                      | Dijon FCO                                      | D1                                             | 7           | 1           | 0                     | 0                     | -         | -         | -         | 7     | 1     |
| 2020-2021                                      | Dijon FCO                                      | D1                                             | 15          | 0           | 1                     | 0                     | -         | -         | -         | 16    | 0     |
| 2021-2022                                      | Dijon FCO                                      | D1                                             | 22          | 0           | 1                     | 0                     | -         | -         | -         | 23    | 0     |
| 2022-2023                                      | AC Milan                                       | D1                                             | 4           | 0           | 0                     | 0                     | -         | -         | -         | 4     | 0     |
| 2023-2024                                      | AS Saint-Étienne                               | D1                                             | 3           | 0           | 0                     | 0                     | -         | -         | -         | 3     | 0     |
| Total sur la carrière (matchs de CNF19 exclus) | Total sur la carrière (matchs de CNF19 exclus) | Total sur la carrière (matchs de CNF19 exclus) | 120         | 1           | 11                    | 1                     | -         | 37        | 1         | 168   | 3     |

### Palmarès

#### En club
Avec l'Olympique lyonnais
- Championnat de France féminin de football (1) : 2015
- Coupe de France féminine de football (1) : 2015
- Vainqueur du Challenge National U19 : 2014
- Finaliste du Challenge National U19 : 2013

#### En sélection
Avec l'Équipe de France des moins de 17 ans
- Championne du Monde des moins de 17 ans : 2012 en Azerbaïdjan
- Vice-championne d'Europe des moins de 17 ans : 2012 en Suisse